# Karl Eggers (Politiker)
Karl Eggers (* 14. Oktober 1919 in Lehe; † 4. Mai 2004 in Bremerhaven) war ein deutscher Gewerkschaftsfunktionär und Politiker (SPD). Er gehörte dem Senat der Freien Hansestadt Bremen an.

## Biografie
Eggers besuchte die Volksschule und erlernte das Schmiedehandwerk. Er beteiligte sich aktiv in der Gewerkschaftsbewegung. In den Jahren 1927 bis 1933 war er Mitglied von sozialistischen Jugendverbänden, so der Sozialistischen Jugendbewegung. In der Zeit des Nationalsozialismus beteiligte er sich bis 1936 an illegalen Aktionen gegen die Nationalsozialisten. Von 1939 bis 1945 diente er bei der Kriegsmarine.
Nach dem Zweiten Weltkrieg war er ab 1946 in einem Personalbüro im Überseehafen beschäftigt. Er war von 1948 bis 1954 Sekretär und später Geschäftsführer der Gewerkschaft Öffentliche Dienste, Transport und Verkehr (ÖTV). In den Jahren 1947 bis 1959 war er Mitglied der Stadtverordnetenversammlung von Bremerhaven und wurde dort 1949 zum SPD-Fraktionsvorsitzenden gewählt. Von 1955 bis 1959 war er Stadtverordnetenvorsteher. Von 1954 bis 1959 fungierte er als Geschäftsführer der GEWOBA Bremerhaven. Außerdem war er Leiter der Außenstelle Bremerhaven der Wohnungsbaugesellschaft Neue Heimat. Er war bis zu seinem Rücktritt im Jahr 1968 zudem Vorsitzender des SPD-Ortsvereins Bremerhaven und Zweiter Vorsitzender des Landesverbands Bremen.
Eggers wurde im Jahr 1959 in die Bremische Bürgerschaft gewählt, war dann als Nachfolger des Bremer Senators Hermann Wolters (SPD) von 1959 bis zum Rücktritt aus Gesundheitsrücksicht im Jahr 1970 Senator für Wirtschaft und Außenhandel der Freien Hansestadt Bremen. In diesem Amt folgte ihm Oskar Schulz (SPD). Von 1970 bis 1971 war Eggers erneut Mitglied der Bürgerschaft.
Karl Eggers war verheiratet, hatte drei Kinder und lebte in Bremen.